# 世叔申
世叔申（？—？），即太叔懿子，姬姓，谥号懿，名申，卫国世叔/太叔氏。
前510年冬，世叔申代表衛國與魯國仲孫何忌、晉國韓不信、宋國仲幾、齊國高張、鄭國國參、曹国、莒国、薛国、杞国、小邾国等國大夫為於成周築城而會盟。。晋悼公的儿子慭逃亡到卫国，让他女儿为他驾车打猎。太叔懿子留慭喝酒，就聘他的女儿做妻子，生了悼子世叔齐。